# 倒卵叶山桂花
倒卵叶山桂花（学名：Bennettiodendron macrophyllum var. obovatum）为大风子科山桂花属下的一个变种。

## 扩展阅读
- 維基物種上的相關：倒卵叶山桂花